# Carsten Wilkening
Carsten Wilkening (* 1960 in Bremen) ist ein deutscher Fagottist.

## Leben
Er studierte bei Klaus Thunemann an der Hochschule für Musik und Theater in Hannover. 1977 und 1979 war er 1. Preisträger beim Wettbewerb „Jugend musiziert“ und 1981 1. Preisträger des deutschen Hochschulwettbewerbs. Er war von 1983 bis 2024 der 1. Solofagottist im hr-Sinfonieorchester/Frankfurt am Main. Als Kammermusiker ist er Mitglied im Albert Schweitzer Oktett und im Antares Ensemble. Es gibt Aufnahmen der Fagott Solo- und Kammermusikliteratur bei ARD-Sendern. Auf CD ist das Konzert für Trompete und Fagott von Paul Hindemith erschienen.
| Personendaten    | Personendaten       |
| ---------------- | ------------------- |
| NAME             | Wilkening, Carsten  |
| KURZBESCHREIBUNG | deutscher Fagottist |
| GEBURTSDATUM     | 1960                |
| GEBURTSORT       | Bremen              |